# Pistolet IMBEL M973
IMBEL M973 – brazylijski pistolet samopowtarzalny o konstrukcji zbliżonej do pistoletu Colt M1911A1.